# Alferrarede
Alferrarede é uma povoação portuguesa do município de Abrantes, na província do Ribatejo, integrando atualmente a região do Oeste e Vale do Tejo e a NUT3 do Médio Tejo, que foi sede da Freguesia de Alferrarede, freguesia que tinha 24,06 km² de área e 3 884 habitantes (2011).
A Freguesia de Alferrarede foi extinta (agregada), em 2013, no âmbito de uma reforma administrativa nacional, tendo sido agregada às freguesias de S. João e S. Vicente, para formar uma nova freguesia denominada União das Freguesias de Abrantes (São Vicente e São João) e Alferrarede.

## História e localização
A Freguesia de Alferrarede foi criada pelo decreto-lei nº 42.157, de 15/02/1959, com lugares das freguesias de S. João Baptista e S. Vicente.
Localizada próximo do centro do município, Alferrarede tem como vizinhos o Município de Sardoal a nordeste, e as localidades de Mouriscas a leste, do Pego a sueste, e a sede do município a oeste. É ribeirinha do rio Tejo (margem direita) ao longo do limite com o Pego.

## População
Grupos etários em 2001 e 2011			

| 1960 ' | 1970 | 1981 | 1991 | 2001 | 2011 |
| 4548   | 4495 | 4505 | 4332 | 3831 | 3884 |
|        | -1%  | +0%  | -4%  | -12% | +1%  |

|     | 0-14 anos  | 15-24 anos | 25-64 anos     | 65 e + anos |
| Hab | 537 \| 555 | 482 \| 371 | 2 020 \| 2 071 | 792 \| 887  |
| Var | +3%        | -23%       | +3%            | +12%        |

## Património
- Fonte de São José
- Quinta do Bom Sucesso ou Quinta da Família Almeida ou Quinta da família Almeida Barberino (parte). A classificação inclui o solar do século XVII, o parque e a Torre da Marquesa, também denominada Castelo de Alferrarede.
- Casa apalaçada da Quinta do Bom Sucesso, popularmente designada "Castelo de Alferrarede"Ponte romana, junto da Quinta do Bom Sucesso

## Personagens ilustres
- Visconde de Alferrarede e Conde de Alferrarede

## Percurso
Ao passear pelas ruas de Alferrarede é possível observar algumas casas senhoriais, destacando-se o Palácio Marquesa do Faial e o seu Castelo que, embora classificado como património nacional, é um lugar privado. A ponte represa terá sido uma construção romana, reaproveitada no período filipino. À entrada da localidade recomenda-se uma paragem pela Fonte de S. José. Mais à frente encontra ainda a Fonte Quente, em que a água, segundo o povo, é fresca no Verão e quente no Inverno e por fim a Igreja de Nossa Senhora do Rosário que remonta a 1954. Em Alferrarede Velha pode ainda ser visitada a Igreja do Imaculado Coração de Maria, com construção de 1957, e em Casais de Revelhos a Igreja de S. João Baptista, cuja construção é de 1848.

### Igreja de Nossa Senhora do Rosário
A Igreja de Alferrarede tem o nome da padroeira da localidade, isto é, Nossa Senhora do Rosário. A festa dedicada ao Orago da povoação realizava-se, até há alguns anos, no primeiro e segundo fins-de-semana de Setembro. Antecipadamente eram recolhidas fogaças pelas ruas do povoado (onde se incluíam as famosas ferraduras) que, depois de benzidas na missa, eram leiloadas.
Estas festas já não se realizam. Os únicos festejos esporádicos relacionados com a Paróquia são os arraiais escutas e as noites de fados a favor da Juventude Mariana Vicentina de Alferrarede.

## Lugares
Alferrarede é constituída pelos seguintes lugares:
Alferrarede, Tapadão, Olho de Boi, Canaverde, Alferrarede Velha, Barca do Pego, Casal das Mansas, Marco e Casais de Revelhos

### Olho de Boi
O lugar do Olho de Boi em Alferrarede compreende uma vasta área pouco populosa, no entanto, está a sofrer uma alteração paisagística, sendo que estão a ser implantadas várias fabricas e outras indústrias nesta zona, uma vez que abrange a área industrial de Abrantes.
Dentro deste vasto leque de indústrias destacam-se a RSA que consiste na reciclagem de sucatas e também a RECYtop que consiste na reciclagem de plásticos (limpos), entre muitas outras indústrias.